# Aappilattoq (Kujalleq)
60°08′N 44°18′V / 60.133°N 44.300°V
|  | Aappilattoq er navnet på to Grønlandske bygder. Se Aappilattoq. |
Aappilattoq (gammel stavemåde: Augpilagtoq) er en by i det sydligste Grønland. Den ligger ca. 50 km fra Kap Farvel. Byen havde 1. januar 2020 98 indbyggere og hører under Nanortalik præstegæld der modsvarer den tidligere Nanortalik Kommune der nu hører under Kujalleq Kommune.
I bygden ligger en folkeskole kaldet Jaajap atuarfia. Skolen havde 22 elever i skoleåret 2005/06.